# Progesteron

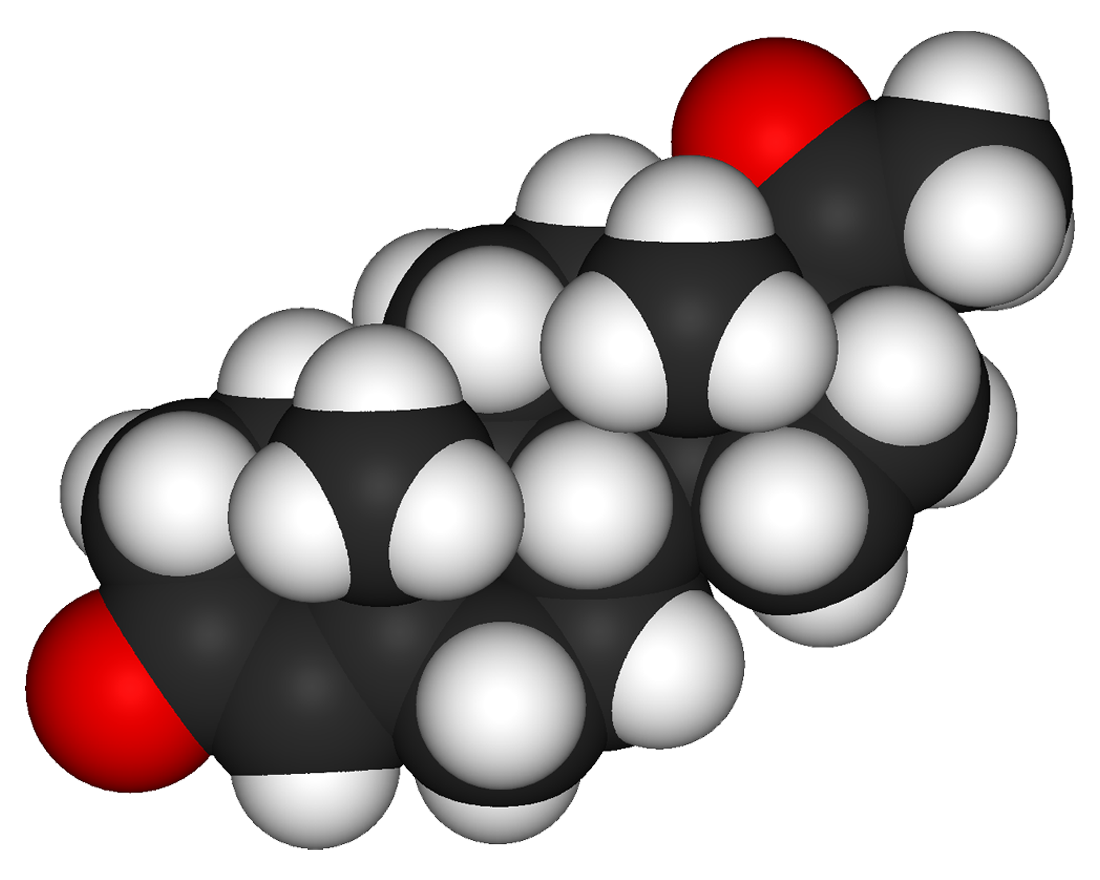
Molekylmodell.

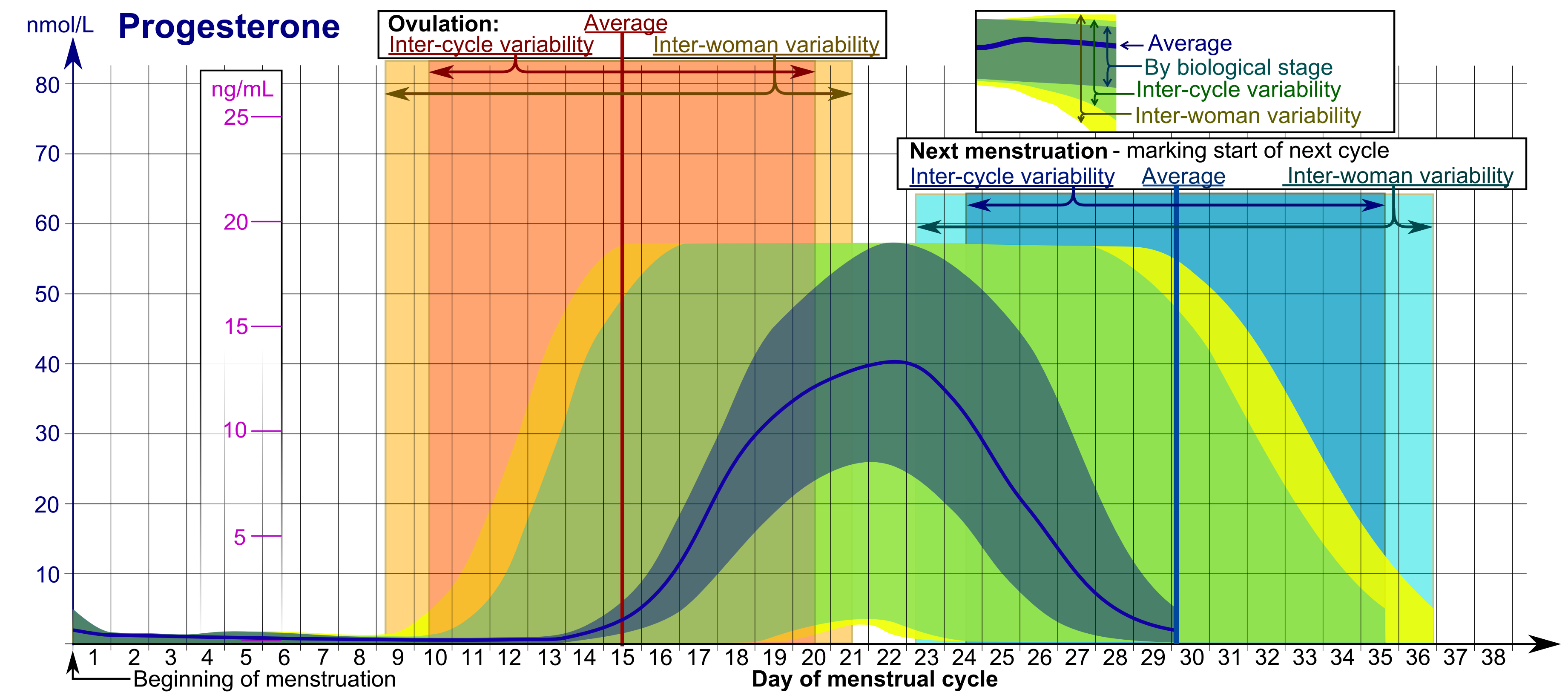
Nivåförändringar av progesteron under menstruationscykeln hos icke-gravida, fertila kvinnor.

Progesteron, eller gulkroppshormon, är ett steroidhormon med många viktiga funktioner för båda könen. Dels fungerar det som förstadium till andra könshormoner såsom testosteron och östrogen samt kortikosteroider, och dels verkar det i sig självt. Som hormon är det främst känt som ett kvinnligt könshormon med betydelse för kvinnans sekundära könskarakteristika, fertilitet och för embryogenesen, men det har också en viktig roll som neurosteroid i centrala nervsystemet.
Progesteron bildas av kolesterol via pregnenolon i gulkroppen, binjurar, placenta och gliaceller i hjärnan. Det kan sedan ombildas till mineralkortikoider, glukokortikoider, DHEA, androgener och östrogener, vilka inte kan bildas utan att kolesterolet omvandlats till denna fas - eller verka i sig själv som hormon. Det binds till sina målceller av steroidreceptorer av klassen progesteronreceptorer, vilka är kärnreceptorer, men progesteron kan verka i flera andra receptorer och modifiera aktiviteten på andra hormoner.
Som hormon verkar progesteron på livmodern, kvinnobrösten, och i hjärnan. I hjärnan är progesteronet ett neurohormon som har stark påverkan på centrala nervsystemet och dess signalsubstanser och neuropeptider. Dess påverkan sker genom att det i cellkärnorna påverkar nervcellerna till att verka mera långvarigt och långsamt samt modifierar proteinsyntesen där. Det påverkar också både bildningen av signalsubstanserna och frisättningen av dem. Förändrade värden progesteron påverkar därför centrala funktioner i medvetandet, kognitionen och sinnesstämningen. Djurförsök har visat att det påverkar stressaxeln. I limbiska systemet påverkar det bland annat serotoninets aktivitet, genom att under stress förändra serotoninreceptorernas metabolism. Det har vidare en stor inverkan på katekolaminerna och GABA.
Som kvinnligt könshormon förbereder det graviditet, håller fostret vid liv samt förhindrar ägglossning. Nivåerna för en icke-gravid, fertil kvinna når därför en topp som börjar några dagar efter ägglossning och avtar någon dag innan menstruationen börjar.  
Andra former av progestagener används som preventivmedel.